# Serono
Serono S.A. fu il nome di una multinazionale svizzera, nata in Italia come Istituto Farmacologico Serono, attiva nel campo delle biotecnologie farmaceutiche, quotata alla borsa di Zurigo e di New York.

## Oggetto sociale e merceologico
Fu la terza azienda mondiale dopo le statunitensi Amgen e Genentech e numero uno in Europa nel settore Biotech. Nel 2006 l'azienda fu ceduta per il 64,5% del capitale e per il 75,5% dei diritti di voto al gruppo farmaceutico tedesco Merck KGaA, dando vita alla Merck Serono Biopharmaceuticals, o più semplicemente Merck Serono.
Le aree verso cui si concentrò la sua attività furono i trattamenti dell'infertilità, la neurologia, l'endocrinologia metabolica e più recentemente la dermatologia. La società operò in 44 paesi, possedeva quattro centri di ricerca e nove impianti produttivi; come Merck Serono nel 2007 il suo fatturato ha toccato i 2,2 miliardi di euro, e l'utile netto i 172,5 milioni di euro.

## Cronologia
- 10 marzo 1906 - Viene fondato con sede in Roma in via Casilina n° 125 dal professor Cesare Serono l'Istituto Farmacologico Serono. Il laboratorio è collocato a Torino.
- 1911 - Boom nella vendita della Bioplastina, farmaco efficace nella lotta alle malattie debilitanti organiche.
- 1948 - Produce il primo trattamento al mondo per l'infertilità, le gonadotropine estrattive-urinarie. In questa vicenda si fa avanti il talentuoso Fabio Bertarelli.
- 23 dicembre 1952 - Muore Cesare Serono, e il Vaticano ottiene il controllo dell'Istituto Farmacologico Serono. La gestione dell'azienda passa ai Bertarelli nei nomi di Pietro, già collaboratore del dott. Serono, e poi di Fabio (futuro padre di Ernesto), figlio di Pietro.
- 1965 - Produce il Pergonal, primo farmaco italiano contro l'infertilità registrato negli USA e maggior successo dell'azienda. Muore Pietro Bertarelli.
- 1971 - Nasce la sede di Boston.
- 1977 - La famiglia Bertarelli, che ne aveva acquisito il controllo, decide di trasferire la società a Ginevra, in Svizzera, per via delle tensioni sociali presenti in quel periodo in Italia. In Svizzera si stanno ponendo le basi per lo sviluppo della ricerca sulle biotecnologie.
- 1980 - La società, diretta da Fabio e precorrendo i tempi, si lanciò nel settore delle biotecnologie. Diventò multinazionale con sedi in Europa, America ed a Singapore.
- 1982 - Dopo una parentesi americana, la sede ritorna a Ginevra a causa dei tagli decisi dall'amministrazione Reagan.
- 1992 - Nasce lo stabilimento di Bari dove verranno prodotti i farmaci TP1, Saizen e Frone.
- 1993 - Viene indicata nella persona di Ernesto Bertarelli la futura guida del gruppo.
- 1996 - A causa del tumore che ha colpito Fabio Bertarelli, il trentunenne Ernesto diventa amministratore delegato dell'azienda, ruolo che fu del padre. Sotto la sua gestione il gruppo diventa il terzo al mondo nel settore delle biotecnologie, a seguito degli investimenti nella ricerca sul DNA ricombinante. La struttura aziendale diventa più rigida ed Ernesto accelera il piano di diversificazione dei prodotti.
- 2001 - A marzo di questo anno negli USA, viene commercializzato il farmaco anti-sclerosi Rebif dopo una battaglia contro il colosso Biogen produttore del corrispettivo Avonex. Grazie alla richiesta di test comparativi, viene provata la maggior efficacia del farmaco di Serono e la US Food & Drug Administration revoca la licenza di esclusività alla Biogen (2002). Il fatturato aumenta del 12.4%. Inizia la produzione del Rebif liquido in siringhe presso lo stabilimento di Bari.
- 21 ottobre 2005 - Serono ha pagato una multa di 704 milioni di dollari: si è dichiarata colpevole ed ha così evitato il processo, nella causa per frode, intentatale dal Dipartimento della Giustizia USA, in relazione alle modalità di vendita del Serostim, un costoso farmaco a base di un ormone per la crescita, utilizzato per combattere la perdita di peso nei malati di AIDS. La multinazionale era accusata di aver offerto regali e soldi ai medici e di aver manipolato un test per misurare la composizione corporea, fornendo ai medici un software diagnostico non approvato dalla Food and Drug Administration, al fine di aumentare le vendite di Serostim. La Serono sarà esclusa, per almeno cinque anni, dai programmi sanitari federali americani, ma non dai programmi Medicare e Medicaid[1]. Il successivo 8 novembre, pochi mesi dopo aver festeggiato i 100 anni dalla fondazione dell'azienda, Ernesto Bertarelli dichiara che la Serono è in vendita. Il 15 dicembre viene confermata la pena.
- 21 settembre 2006 - Serono è venduta a Merck KGaA per 10,6 miliardi di €, dopo un periodo di perdite a seguito della multa della vicenda Serostim. La nuova società ha nome Merck Serono Biopharmaceuticals e mantiene la sede principale di Ginevra, oltre a quelle di Boston e di Darmstadt. Sono previsti però altri 6,0 miliardi di € di costi aggiuntivi.